# Элой (Аризона)
Элой (англ. Eloy) — город в округе Пинал в штате Аризона США. По данным переписи населения США 2020 года, численность населения составляла 15 635 человек.

## Население
| 2010[…] | 2020    |
| ------- | ------- |
| 16 631  | ↘15 635 |